# モハマド・バドリ・モハマド・ラジ
モハマド・バドリ・モハマド・ラジ（マレー語: Mohd Badhri Mohd Radzi、1982年6月2日 - ）はマレーシアのサッカー選手。元マレーシア代表。ポジションはMF。
ピヤ（Piya）の愛称で知られている選手で長年に亘ってケランタンFAの主将を務め、多くのタイトルをクラブに齎している。同クラブの主将として臨んだAFCカップ2012では準決勝まで進出した。

## クラブ歴

### 幼年
ケランタン州コタバルに生まれ育ち、10歳の時に学校でサッカーを始めた。翌年には転校した。この頃からサッカー選手を志していた。父親が元々ケランタンTNBの選手であったのもあり、父の試合はこの頃毎回見ていた。
2002年にケランタンJPSで初出場。2003年にはケランタンFAでプレジデンツカップに出場、決勝まで進んだ。

### PDRM FAまで
2004年にケランタンFAで初出場し、2005年はケランタンTNBに所属した。
2007年にマレーシア・プレミアリーグのPDRM FAに移籍、06-07シーズンを制覇し、マレーシア・スーパーリーグへの昇格に貢献した。

### ケランタンFA
2008年に26歳でケランタンFAに復帰。ノリザン・バカルが監督、モハマド・カイルル・アヌアル・ラムリが主将を務めていた。このシーズンはマレーシア・プレミアリーグで戦っており、9得点をあげて、3位の結果に貢献した。
2009シーズンにはチームは彼を主将とする予定であったが、彼は他の年長の選手が務める方が適任だと考えてこれを断った。その後投票を経てヘッドコーチも彼の主将への就任を強く推した事から最終的に引き受ける事となり、このシーズンの開幕から主将を任された。同年のピアラFAマレーシアでは決勝でセランゴールFAに敗れてしまい、彼もシーズン後半のペナンFA戦で膝を骨折、マレーシアカップ決勝のヌグリ・スンビランFA戦を欠場する事となってしまった。怪我からの回復には7か月を要した。
2010年のマレーシアカップでは昨年王者のヌグリ・スンビラン相手に自ら決勝点を決めて、クラブ史上初めてのマレーシアカップのタイトルを手にした。この得点は65分にモハマド・ノル・ファルハン・ムハマドからのパスがあり、これをゴールに流し込んだものである。彼はこの試合で100 Plus最優秀選手となった。この年は38試合12得点、リーグでもセランゴールFAに次いで2位の結果を残した。
2011年はマレーシア・スーパーリーグを史上初制覇、これによってAFCカップ2012の出場権を得た。シーズンを通じて40試合16得点の結果を残した。
2012年には年間最大差勝利にも貢献した。前年王者のケランタンFAはタイトル防衛の為に単に勝ち続けるのみで良かったのであるが、ペラFA相手にホームで6-0の快勝をした。この試合ではインドラ・プトラ・マハユディンが17分、30分、49分に得点しハットトリックを決め、モハマド・ガダルが19分に得点を、モハマド・ヌルル・アズワン・ロヤが38分に得点を決めた中で彼も1得点を決めた。最終節のサラワクFA戦ではフリーキックから得点し、年間8得点目をマーク。これにモハマド・ノル・ファルハン・ムハマドが2得点を挙げて3-1の勝利、これによってマレーシア・スーパーリーグの連覇が決まり、彼はトロフィーを大きく掲げた。マレーシアカップでは準決勝のセランゴールFA戦で得点を決め、二戦合計で3-0として決勝進出。決勝のATM FA戦では3得点全てをアシストし優勝に貢献した。ピアラFAマレーシアでもサイム・ダービーFCを1-0で倒して優勝しトレブル達成、主将として歴史を作り上げた。
AFCカップでの初出場となったのは2012年3月7日で、ブキット・ジャリル国立競技場で行われたナビバンク・サイゴンFC戦であった。彼はフル出場を果たしたものの0-0に終わった。同杯で初めて得点に絡んだのはアレマ・インドネシアFC戦で、彼がコーナーキックを左から蹴ったのをモハマド・ガダルがヘディングでゴールに流し込んだ物であった。なお試合自体は3-0の勝利に終わっている。準決勝第一試合ではアルビールのフランソ・ハリーリー・スタジアムに乗り込みアルビールSCと対戦。42分にペナルティーキックを決めて1-1の引分に戻しハーフタイムを迎えたが体格で勝るイラク相手に後半4失点、5-1の大敗に終わった。
2013シーズンはPKNS FC戦でリーグ初得点を飾った。なおリーグは4位に終わり、3連覇とはならなかった。ピアラFAマレーシアではモハマド・ノル・ファルハン・ムハマドからの綺麗なパスをゴールに送り、これが決勝点となって連覇。この試合の最優秀選手に選ばれた。
AFCカップ2013ではグループGに入り、グループステージ最終戦のエーヤワディー・ユナイテッドFC戦ではコーナーキックから直截得点。彼の蹴ったコーナーキックはゴールキーパーの頭上を通過しゴールの遠い角に突き刺さった。この試合は3-1の勝利に終わり、グループをトップ通過した。

## 代表歴
2011年7月にマレーシアリーグXIに選抜され、チェルシーFCと対戦した。この試合はディディエ・ドログバに得点され1-0で敗北した。
2013年3月にはマレーシア代表に選出され、サウジアラビア代表戦でスターティングメンバーに名を連ねて初出場し、45分間ピッチ上に立ったが、この試合はFIFA公式試合ではなかった。公式試合初出場は同月22日のAFCアジアカップ2015予選のイエメン代表戦であった。

## 個人

### ビジネス
プロサッカー選手としての傍ら、Ajihs Nasi lemak 80 senというナシレマッの屋台を地元のコタバルで経営している。当初は軽い投資として始めたものの幸いにも成功した。マレーシアカップ2012準決勝で得点した時はジャージを脱いでAjihs Nasi lemak 80 senのTシャツを見せた。このTシャツが地元で流行り、それに伴って売り上げも伸びて行った。

### 趣味
彼の趣味はサッカーのスパイクを収集する事である。プロスペクツからプーマ、ナイキ、アディダスに至るまで収集している。アディダスF50のPiya 16と縫われたスパイクが所有する中で最も高いスパイクであるという。

### 愛称
彼の愛称であるピヤはかつてのコーチにつけられた名前である。その当時活躍していたコロンビア代表のファウスティーノ・アスプリージャから名前を取ってピヤとなったという。それ以降彼の親しい友人も彼をピヤと呼ぶようになり、現在ではマレーシア全土に広がっている愛称である。

## プレースタイル
マレーシア有数のミッドフィールダーであるとされている。巧みなフットワークと難しい場面でも正確なパスを出せる能力を持ち合わせており、チームメイトの攻撃の起点となっている。またドリブルやフリーキックも巧く、コーナーキックから直截得点する事も出来る選手である。
彼のパスやフリーキック、コーナーキックはファンによってGelembong Boyaと名付けられている。大まかに訳すと「鰐のカーブ」の意味である。その意味するところはボールの軌道と突然球速が落ちる事に由来しており、多くのゴールキーパーの守備をかいくぐっている。

## 個人成績
2016年10月22日現在
| 国内大会個人成績 | 国内大会個人成績 | 国内大会個人成績 | 国内大会個人成績 | 国内大会個人成績 | 国内大会個人成績           | 国内大会個人成績 | 国内大会個人成績 | 国内大会個人成績 | 国内大会個人成績 | 国内大会個人成績 | 国内大会個人成績 |
| 年度             | クラブ           | 背番号           | リーグ           | リーグ戦         | リーグ戦                   | リーグ杯         | リーグ杯         | オープン杯       | オープン杯       | 期間通算         | 期間通算         |
| 年度             | クラブ           | 背番号           | リーグ           | 出場             | 得点                       | 出場             | 得点             | 出場             | 得点             | 出場             | 得点             |
| マレーシア       | マレーシア       | マレーシア       | マレーシア       | リーグ戦         | リーグ戦                   | マレーシア杯     | マレーシア杯     | FA杯             | FA杯             | 期間通算         | 期間通算         |
| ---------------- | ---------------- | ---------------- | ---------------- | ---------------- | -------------------------- | ---------------- | ---------------- | ---------------- | ---------------- | ---------------- | ---------------- |
| 2006             | PDRM FA          |                  | プレミア         | 20               | 2                          |                  |                  |                  |                  |                  |                  |
| 2007-08          | ケランタンFA     |                  | スーパー         | 22               | 9                          |                  |                  |                  |                  |                  |                  |
| 2009             | ケランタンFA     | 16               | スーパー         | 22               | 7                          | 11               | 0                | 8                | 0                | 41               | 7                |
| 2010             | ケランタンFA     | 16               | スーパー         | 22               | 8                          | 11               | 4                | 1                | 0                | 34               | 12               |
| 2011             | ケランタンFA     | 16               | スーパー         | 22               | 10                         | 8                | 3                | 7                | 3                | 37               | 16               |
| 2012             | ケランタンFA     | 16               | スーパー         | 22               | 8                          | 10               | 3                | 6                | 2                | 38               | 13               |
| 2013             | ケランタンFA     | 16               | スーパー         | 22               | 6                          | 11               | 5                | 6                | 1                | 39               | 12               |
| 2014             | ケランタンFA     | 16               | スーパー         | 22               | 3                          |                  |                  |                  |                  |                  |                  |
| 2015             | ケランタンFA     | 16               | スーパー         | 20               | 3                          | 5                | 1                | 6                | 1                | 31               | 5                |
| 2016             | ケランタンFA     | 16               | スーパー         | 19               | 2                          | 5                | 2                | 2                | 0                | 26               | 4                |
| 通算             | マレーシア       | マレーシア       | スーパー         | 195              | 54\|\|\|\|\|\|\|\|\|\|\|\| |                  |                  |                  |                  |                  |                  |
| 通算             | マレーシア       | マレーシア       | プレミア         | 20               | 2\|\|\|\|\|\|\|\|\|\|\|\|  |                  |                  |                  |                  |                  |                  |
| 総通算           | 総通算           | 総通算           | 総通算           | 215              | 56\|\|\|\|\|\|\|\|\|\|\|\| |                  |                  |                  |                  |                  |                  |

## タイトル

### クラブ
ケランタンFA
- マレーシア・スーパーリーグ: 2011, 2012
- ピアラFAマレーシア: 2012, 2013

準優勝: 2009, 2011, 2015
- マレーシアカップ: 2010, 2012

準優勝: 2009
- マレーシア・チャリティーシールド: 2011

準優勝: 2012, 2013
PDRM FA
- マレーシア・プレミアリーグ: 2006-07

### 個人
- 100PLUS-アストロ・アレナ-マレーシアサッカー協会賞[31]

年間最優秀ミッドフィールダー: 2013, 2014
年間最優秀選手: 2013
- Goal.com選定アジアベストイレブン: 2012年10月[32], 2013年10月[33]
- ピアラFAマレーシア決勝最優秀選手: 2013[34]
- ケランタン州若手リーダー賞: 2013[35]